# 赤澤清孝
赤澤 清孝（あかざわ きよたか、1974年 - ）は、大谷大学社会学部コミュニティデザイン学科准教授。専門は市民参加、まちづくり、ローカルメディア。特定非営利活動法人コミュニティラジオ京都（ラジオミックス京都）理事。特定非営利活動法人きょうとNPOセンター理事ほか。

## 略歴
- 兵庫県伊丹市出身。
- 明星高等学校、立命館大学経営学部卒業。同大学院政策科学研究科修士課程修了。
- 1996年にきょうと学生ボランティアセンター（現・ユースビジョン）を設立。代表をつとめる。
- 2003年-特定非営利活動法人きょうとNPOセンター事務局次長（〜2007年）
- 2004年-京都市市民活動総合センター副センター長（〜2007年）
- 2007年-IHOE［人と組織と地球のための国際研究所 客員研究員］（〜2010年）
- 2010年-特定非営利活動法人edge理事、事務局長（〜2013年）
- 2014年-大谷大学文学部社会学科 任期制講師（〜2016年）
- 2016年-大谷大学文学部社会学科 准教授（〜2018年）
- 2018 年-大谷大学社会学部コミュニティデザイン学科（〜現在）

## その他の主な役職
- NPO法人きょうとNPOセンター 理事
- NPO法人日本ボランティアコーディネーター協会 理事
- NPO法人芦生自然学校 理事
- NPO法人コミュニティラジオ京都 理事
- NPO法人ＪＡＥ 理事
- (公財)京都市ユースサービス協会監事
- NPO法人Rera 監事